# Aimee Willmott
Aimee Wilmott (née le 26 février 1993 à Middlesbrough) est une nageuse britannique.
En 2012, elle participe aux Jeux olympiques de Londres dans l'épreuve du 400 mètres quatre nages, mais n'a pas atteint la finale (onzième temps). Elle remporte deux médailles d'argent aux Jeux du Commonwealth de 2014 puis celles d'argent et de bronze Championnats d'Europe de Berlin respectivement sur le 200 et 400 mètres quatre nages quelques semaines plus tard.

## Palmarès

### Championnats d'Europe
- Championnats d'Europe en petit bassin 2012 à Chartres (France) :
  -  Médaille de bronze du 800 m nage libre
- Championnats d'Europe en petit bassin 2013 à Herning (Danemark) :
  -  Médaille de bronze du 400 m quatre nages
- Championnats d'Europe 2014 à Berlin (Allemagne) :
  -  Médaille d'argent du 200 m quatre nages
  -  Médaille de bronze du 400 m quatre nages

### Jeux du Commonwealth
- Jeux du Commonwealth de 2014 à Glasgow (Écosse) :
  -  Médaille d'argent du 400 m quatre nages
  -  Médaille d'argent du 200 m brasse
- Jeux du Commonwealth de 2018 à Gold Coast (Australie) : 
  -  Médaille d'or du 400 m quatre nages